# Cristo e l'adultera (Bruegel)

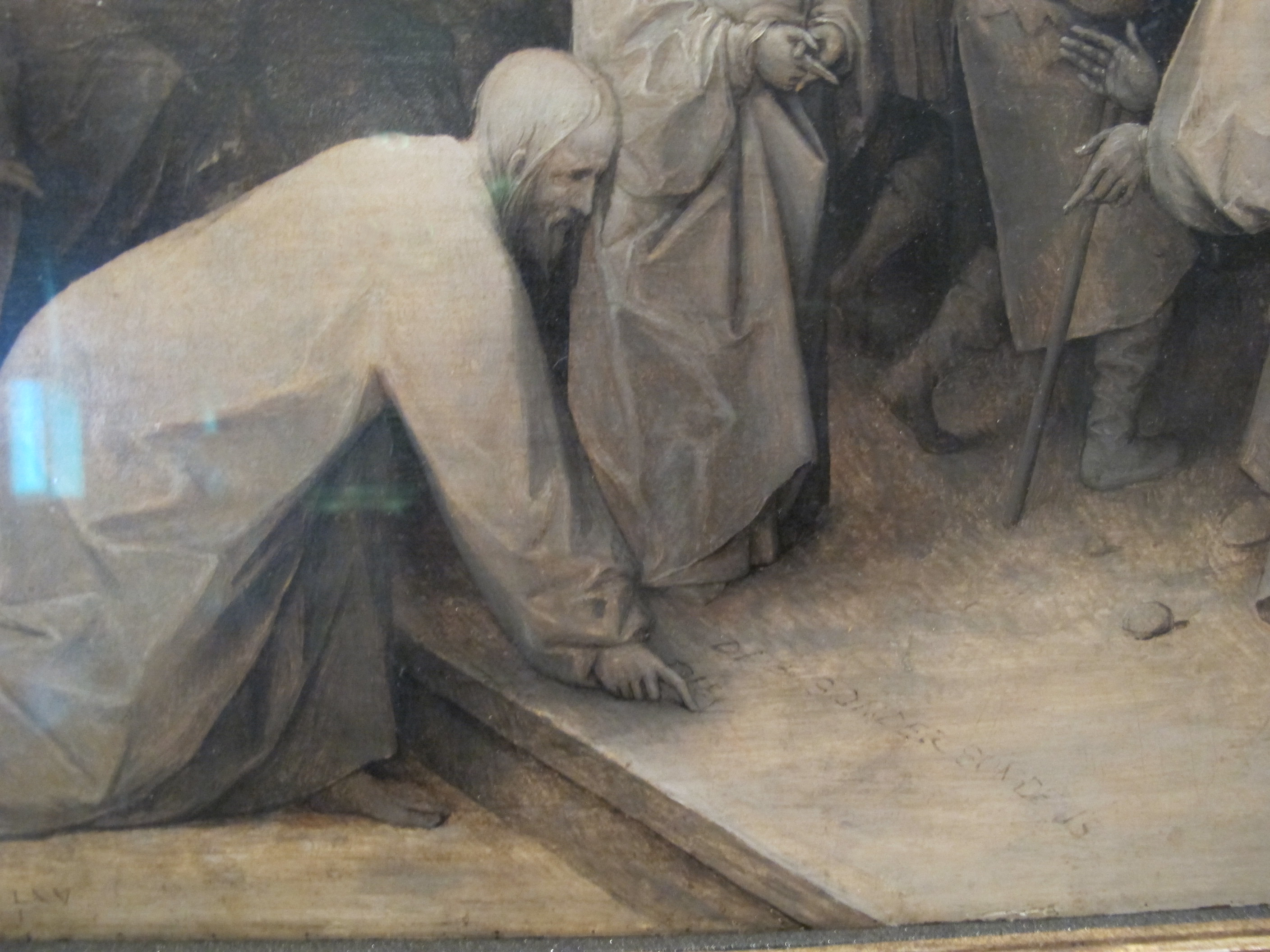
Dettaglio

Cristo e l'adultera è un dipinto a grisaglia a olio su tavola (24,1x34 cm) di Pieter Bruegel il Vecchio, datato 1565 e conservato nella Courtauld Gallery di Londra. È firmato in basso a sinistra "BRVEGEL.M.D.LXV".

## Storia
Come la Morte di Maria del 1564 circa, anche questa tavoletta era destinata a un uso privato e infatti restò a lungo di proprietà della famiglia Bruegel. Nel 1579 ne trasse un'incisione Pieter Perret e più tardi ne trasse una copia a colori il primogenito, Bruegel il Giovane. Il figlio minore del pittore, Jan dei Velluti, decise di lasciare l'opera in eredità all'arcivescovo di Milano Federico Borromeo, ma in seguito suo figlio Jan Bruegel il Giovane riuscì a riacquistarla.
In seguito fu di nuovo venduta e nel XVIII secolo passò per alcune collezioni nobili inglesi, perdendone la memoria fino al 1952, quando fu venduta a Londra al conte Seilern, che poi la destinò al museo.

## Descrizione e stile
La scena rappresentata è tratta dal Vangelo di Giovanni (8, 3-11), quando un'adultera venne condotta nel tempio per essere giudicata da Gesù. Alla domanda degli scribi e dei farisei se essa dovesse essere lapidata, come prevedeva la legge mosaica, Gesù rispose la celebre sentenza: "Chi è senza peccato scagli la prima pietra". Il pittore mise la donna al centro della composizione, con un'espressione umile mentre abbassa lo sguardo, circondata da un fitto gruppo di astanti in parte in ombra, e a destra i farisei, tra cui uno grottescamente piegato (la sua faccia intontita ricorda quella della Testa di vecchia contadina), mentre a sinistra Gesù si sta inchinando per scrivere sul gradino del tempio, in caratteri fiamminghi, la sua risposta. La differente illuminazione stacca i protagonisti rispetto alle comparse (compreso il gruppo degli apostoli sulla sinistra dietro Gesù).
L'artista si dedicò unicamente alla rappresentazione dei personaggi senza accennare all'ambientazione, secondo un'impostazione compositiva all'italiana. Grossmann ipotizzò che la monumentalità delle figure fosse ispirata alla visione degli arazzi di Raffaello, che ai tempi di Bruegel si trovavano a Bruxelles per essere tessuti.